# 薬師寺 (牛久市)
薬師寺（やくしじ）は、茨城県牛久市にある真言宗豊山派の寺院。

## 歴史
816年（弘仁7年）、徳一によって開山された。
1590年（天正18年）の小田原合戦後に入封した牛久城の城主由良国繁は、先代の城主だった岡見氏の菩提を弔うため「常陸七観音八薬師」に指定し整備した。
1844年（弘化元年）から1953年（昭和28年）の間は無住（住職不在）であったが、その後は住職も赴任し寺運興隆しつつある。そういう経緯から、「お目覚め薬師さま」と呼ばれている。

## 文化財
- 薬師寺宝塔（牛久市指定文化財 昭和62年4月1日指定）[4]
- 金剛界大日如来石仏（牛久市指定文化財 平成20年9月26日指定）[4]
- 田宮山薬師寺参道並木（牛久市指定天然記念物 平成23年10月17日指定）[4]

## 交通アクセス
- 牛久駅より徒歩12分。